# Dyrekcja Kolei w Królewcu

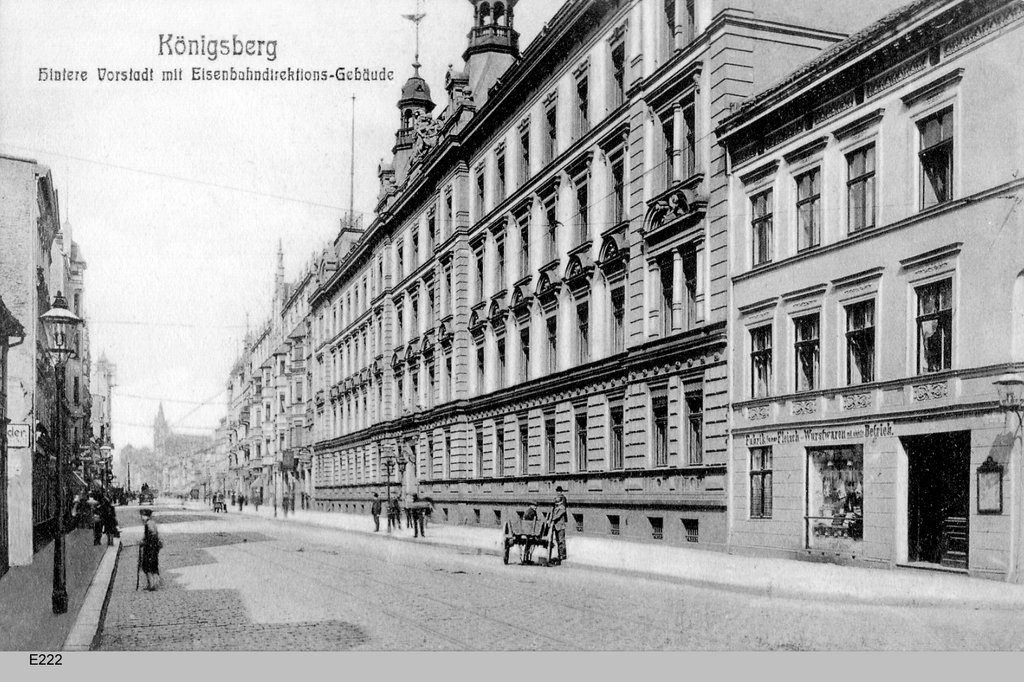
budynek Dyrekcji Kolei w Królewcu, zdjęcie z około 1900

Dyrekcja Kolei w Królewcu (niem. Reichsbahndirektion Königsberg) – były terytorialny organ zarządzania koleją w Deutsche Reichsbahn z siedzibą w Królewcu.

## Historia
Kolej dotarła do Królewca w 1853 r. W miarę wzrostu przewozów i rozwoju sieci połączeń powstała na terenie Prus potrzeba utworzenia miejscowego organu zarządzania. W 1873 powołano pierwszą tego rodzaju instytucję na tym terenie tzw. Komisję Kolejową w Królewcu (Eisenbahn Commission zu Königsberg) Królewskiej Dyrekcji Kolei Wschodniej (Königliche Direction der Ostbahn). W 1870 zmieniono jej nazwę na Królewski Zakład Kolejowy w Królewcu/Prusy (Königliches Eisenbahnbetriebsamt zu Königsberg in Preußen), w 1895 na Królewską Dyrekcję Kolei w Królewcu/Prusy (Königliche Eisenbahndirection zu Königsberg i/Pr. – KED Königsberg i/Pr.), w 1920 na Dyrekcję Kolei w Królewcu/Prusy (Eisenbahndirektion zu Königsberg i/Pr. – ED Königsberg i/Pr.), w 1922 na Dyrekcję Kolei Rzeszy w Królewcu/Prusy (Reichseisenbahndirektion zu Königsberg i/Pr. – Rbd Königsberg i/Pr.), w 1937 na RBD Königsberg (Pr), w 1943 na RBD Königsberg. W wyniku działań wojennych, zmiany granic itd. dyrekcję ewakuowano do Schwerina, archiwalia do Hamburga.

### Po 1945
Po uzgodnieniach aliantów na konferencjach – Teheranie, Jałcie i Poczdamie tereny Prus przypadły ZSRR i PRL, zaś infrastruktura kolejowa – Kolejom Radzieckim – SŻD i Polskim Kolejom Państwowym – PKP. Odbudowywano sieć połączeń i struktury zarządzania.
W PRL zarządzała nimi Dyrekcja Kolei w Olsztynie, przejęta w 1962 przez Dyrekcję Kolei w Gdańsku.
W ZSRR na terenach b. Prus Wschodnich, obecnego obwodu królewieckiego, infrastrukturę odbudowywały jednostki wojsk inżynieryjnych Armii Czerwonej.
Początkowo obwód obsługiwał oddział kenigsberski (Kенигсбергское отделение), w 1946 przemianowany na oddział kaliningradzki (Калининградское отделение) Kolei Litewskich (Литовская железная дорога) z siedzibą w Wilnie. W 1953 oddział podporządkowano Kolei Bałtyckiej (Балтийская железная дорога) w Rydze, w 1956 ponownie Kolei Litewskiej, w 1963 Kolei Przybałtyckiej (Прибалтийская железная дорога) w Rydze, w 1991 utworzono Kaliningradzkie Zjednoczenie Transportu Kolejowego (Калининградское производственное объединение железнодорожного транспорта), któremu w 1992 zmieniono nazwę na Zarząd Kolei Kaliningradzkiej (Управление Калининградской железной дороги), następnie na Kolej Kaliningradzką (Калининградская железная дорога), filię holdingu Kolei Rosyjskich (филиал ОАО „Российские железные дороги”).

## Prezesi/dyrektorzy
- 1907-1908 – dr inż. Fritz Rimrott (1849-1923)
- 1908-1916 – Alfred Goepell
- 1916-1918 – Georg Bodenstein (1860-1941)
- 1918–1922 – dr Erik Platho
- 1922-1938 – dr Bruno Moeller (1875-1952)
- 1938-1945 – dr inż. Adalbert Baumann

## Siedziba
Mieściła się przy Schleusenstraße 1 (1878), po II w.św. Шлюзный проезд, ob. nie istnieje, przy Vorstädtische Langgasse 117/121, obecnie Ленинский проспект 111–117 (1895-1945), w 1946 przy ul. Towarnej (ул. Товарная), obecnie w budynku z 1995 przy ul. Kijewskiej (ул. Киевская) 1.